# Asthenes flammulata
Asthenes flammulata là một loài chim trong họ Furnariidae.